# شرف‌لی
شرف‌لی (به لاتین: Şərəfli) یک منطقه مسکونی در جمهوری آذربایجان است که در شهرستان بردع واقع شده است. شرف‌لی ۳۰۰ نفر جمعیت دارد.